# Fadongók
A fadongók (Xylocopinae) a méhek öregcsaládjának (Apoinea), a méhfélék (Apidae) családjának egyik alcsaládja.

## Rendszerezés
Az alcsaládba az alábbi nemzetségek és nemek tartoznak:
- Allodapini
  - Allodape
  - Allodapula
  - Braunsapis
  - Compsomelissa
  - Effractapis
  - Eucondylops
  - Exoneura
  - Exoneurella
  - Exoneuridia
  - Macrogalea
  - Nasutapis
- Ceratinini
  - Ceratina
- Manueliini
  - Manuelia
- Xylocopini
  - Xylocopa